# MBC 게임
MBC 게임(MBC Game)은 대한민국의 비디오 게임 전문, 텔레비전 방송채널로서 MBC 플러스 미디어가 운영하는 케이블 TV 네트워크였다. MBC 뮤직의 전신에 해당된다.
2000년 9월 1일 LOOK TV로 개국하여 2001년 3월 케이블TV 시장진출을 선언한 MBC는 제일제당 계열의 CJ39쇼핑 소속 패션전문 채널이자 2000년 9월 1일에 개국한 LOOK TV를 인수하여 2001년 5월 1일에 gembc(겜비시)로 채널명 변경하게 된다. 개국 초기에는 온게임넷(현 OGN)을 제치고 월드 사이버 게임즈의 중계권을 유치하는등 적극적인 활동으로 온게임넷과 더불어 대한민국 내 게임 방송의 양대 산맥으로 성장하였다. 이후 2003년 1월 1일부터 MBC Game으로 채널명을 변경하였다.
수많은 E스포츠 중계를 하고 있었지만, 스타크래프트 리그중 하나인 MBC게임 스타리그는 인기가 많았다. MBC게임 스타리그은 주로 목요일, 토요일에 생중계했다.
2003년부터 2004년까지는 현재의 프로리그와 방식이 다른 스타크래프트 팀전인 팀리그가 인기를 끌기도 했다. 2005년부터 2011년까지 온게임넷과 더불어 한국e스포츠협회에서 공인한 양대 스타크래프트 리그 방송사로, 온게임넷과 함께 프로리그를 방송했었다. 하지만 2012년 2월 1일에 MBC 뮤직으로 채널 장르를 전환시킴으로써 MBC 게임은 2012년 1월 31일까지 방송하고 폐국되었다.
2006년에는 프로게임팀 POS를 인수해 MBC게임 히어로를 창단했었다.

## 존속 당시 소속 방송인
- 김철민 캐스터
- 이현주 캐스터
- 박상현 캐스터
- 최상용 캐스터
- 한상균 캐스터
- 이승원 해설위원 (스타크래프트)
- 김동준 해설위원 (스타크래프트)
- 임성춘 해설위원 (스타크래프트)
- 유대현 해설위원 (스타크래프트)
- 강민 해설위원 (스타크래프트)
- 한승엽 해설위원 (스타크래프트)
- 서경종 해설위원 (스타크래프트, 컴퍼니 오브 히어로즈 온라인)
- 정인호 해설위원 (철권, 스페셜 포스, 스타크래프트)
- 강현종 해설위원 (컴퍼니 오브 히어로즈 온라인)
- 손대영 해설위원 (스페셜 포스)
- 박현규 해설위원 (철권, 겟엠프드)
- 한현우 해설위원 (스페셜 포스)
- 지윤 해설위원 (겟엠프드)

## 과거 방송 프로그램
- MBC게임 스타리그 - MBC게임이 설립과 동시에 열린 KPGA투어를 전신으로 하는 스타리그였다.
- MSL 마이너리그 - 초기 MSL의 이전 하부리그였다.
- MSL 서바이버 토너먼트 - MSL의 하부리그 성격을 띠는 리그였다.
- 팀리그 - MBC게임의 스타크래프트 팀 단위 리그이며, 2005년 프로리그와 통합되기 전의 리그였다.
- 프로리그 - 한국e스포츠협회 공인 스타크래프트 리그전. 2005년부터 2011년까지 방송함.
- TEKKEN CRASH - MBC GAME에서 열리는 철권 리그였다.
- SF 프로리그 - 한국e스포츠협회 공인 스페셜포스 리그전.
- 경남 - STX컵 마스터즈 - 프로리그 종료 후, 치러지는 스타크래프트 리그전.
- 리얼사커 챔피언쉽 리그 - MBC GAME에서 열리는 리얼사커 리그였다.
- 엘리트 학생복 스쿨리그 - 중고등학교 단위의 팀리그이자 2011시즌은 MBC게임의 마지막 리그이자, 역대 스쿨리그중에서 가장 많은 프로게이머들이 배출된 리그이기도 하다.
- 스타 무한 도전 - 6년 동안 최장수프로그램으로 방영한 MBC게임의 다섯명의 해설자들이 배틀넷에서 인기있는 유즈맵을 플레이하는 케이블TV 최초의 예능프로그램 겸 최장수 예능프로그램이었다.
- 앳플레이 - 스타무한도전 다음의 5년간 방영한 2번째 장수 프로그램이자, 프로게이머가 아닌, MBC게임의 해설진들과 함께 경기를 하는 방송이었다.
- 스타 배넷 어택 - 프로게이머들을 초청해, 일반유저,시청자들과의 좌충우돌 배틀넷 대결을 하는 예능프로그램이었다.
- 쇼 리플레이 황당무적 - 시청자들과 유저들에 의해 만들어진 재미있고 엽기적인 리플레이들을 보여주는 프로그램이었다.
- 성춘쇼 - 임성춘의 리얼 2인자 버라이어티이자, 토크와 게임의 묘한 조화를 이룬 프로그램이었다.
- 유저의 취향 - 시청자들의 직접 만든 맵을 직접 제작해서 MBC게임 중계진들이 플레이하는 형식으로 시청자들과 중계진들이 함께하는 방송이었다.
- WHO ARE YOU
- ABOUT STARCRAFT
- 게임 뽀뽀뽀
- 온라인게임쇼
- 게임스테이션
- 인터넷 장학퀴즈
- 게임 매트릭스
- 스타 레볼루션
- Into 게임몰카
- In To The MSL
- 리플레이 스페셜
- 히어로 인 카오스
- 임성춘의 스타교실
- 스타 배틀 필드
- THE ACE
- LIVE! E스포츠가 좋다
- GG후 토크
- STAR VS STAR
- HERO 팀배틀
- 스타 무한 토크
- 밴드 오브 스타크래프트
- MSL BREAK
- 투데이 빅매치
- 아드레날린
- Show Me The MSL
- MC 대격돌
- 배달왔습니다! 야식드랍
- STAR KILLER
- 강민 임성춘의 네 멋대로 해라
- 아이유의 스타포유
- 스타카멜레온
- SS501 형준, 프로게이머 되다
- 컴셋스테이션
- 스타 토정 비결
- 13게임단
- 스타 방위대
- 민아의 챔스토리
- 미션임파서블
- MSL 테마극장
- 09-10 에이스결정전 특집
- 형준 게임단 만들다
- 내 청춘의 스타
- 아듀! MBC게임 - MBC게임의 역사를 다시 보고 정리하는 MBC게임의 폐국 직전 마지막 프로그램이자, 2012년 1월 20일부터 폐국당일인 2012년 1월 31일까지 방영하였으며, 2월 1일 익일에 종영되었다.

## 패션전문채널 LOOK TV 시절 프로그램
- 이혜영의 패션플러스
- 홍진경·정선희의 10끼 20끼
- 홍록기의 야시시
- 홍록기의 토크피아
- 제롬과 채나리의 룩 엔 스타(LOOK N STAR)
- 일견지애(一見之愛)
- 패션실험실
- 패션스트리트 도쿄통신
- 그녀의 남자친구
- 패션가 사람들
- 패션씨네
- 스타카운트다운
- 코디열전
- 모델투데이

## 같이 보기
- MBC게임 히어로 - MBC 게임에서 창단한 스타크래프트, 스페셜 포스 프로게임단.